# The Book of Eli
The Book of Eli är en amerikansk film från 2010 inom genren postapokalyptisk fiktion med konfessionella inslag. Filmen är regisserad av bröderna Hughes. Medverkande personer är Denzel Washington, Gary Oldman och Mila Kunis. Inspelningen började i New Mexico i februari 2009 och filmen släpptes 2010.
I filmen kämpar sig en ensam man fram över USA för att skydda en förment helig bok, vilken förväntas innehålla hemligheter om livet före en apokalyps.

## Handling
Berättelsen kretsar kring Eli, en nomad i en förstörd värld, som blir åtsagd av en inre röst att leverera en kopia av den heliga bibeln till en säker plats på USA:s västkust. Världens efter kriget historia förklaras under resans gång, liksom vikten av Elis uppdrag.

## Rollista
| Denzel Washington  | – Eli      |
| Gary Oldman        | – Carnegie |
| Mila Kunis         | – Solara   |
| Ray Stevenson      | – Redridge |
| Jennifer Beals     | – Claudia  |
| Evan Jones         | – Martz    |
| Joe Pingue         | – Hoyt     |
| Frances de la Tour | – Martha   |
| Michael Gambon     | – George   |
| Tom Waits          | – Engineer |